# Estisch voetbalelftal in 1926
Het Estisch voetbalelftal speelde in totaal vijf officiële interlands in het jaar 1926, zes jaar nadat de nationale ploeg van het Baltische land de eerste officiële interland uit de geschiedenis had gespeeld: op 17 oktober 1920 in en tegen Finland (6-0 nederlaag). De ploeg stond onder leiding van een selectiecommissie van de Estische voetbalbond.

## Balans
| Wedstrijden | Wedstrijden | Wedstrijden | Wedstrijden | Doelpunten | Doelpunten | Doelpunten | Punten |
| Gespeeld    | Winst       | Gelijk      | Verlies     | Voor       | Tegen      | Saldo      | Punten |
| ----------- | ----------- | ----------- | ----------- | ---------- | ---------- | ---------- | ------ |
| 5           | 2           | 1           | 2           | 6          | 11         | –5         | 1.000  |

## Interlands
|                                                   |                                                            |       |                         |                                                                                      |
| 13 juni Vriendschappelijk № 22 «onderlinge duels» | Estland                                                    | 3 – 1 | Litouwen                | Kadrioru Staadion, Tallinn Toeschouwers: 5.000 Scheidsrechter: Gustavs Krūmiņš (LAT) |
| 13 juni Vriendschappelijk № 22 «onderlinge duels» | Eduard Ellman-Eelma 48' Oskar Üpraus 74' Arnold Pihlak 79' |       | 82' Stasys Sabaliauskas | Kadrioru Staadion, Tallinn Toeschouwers: 5.000 Scheidsrechter: Gustavs Krūmiņš (LAT) |

|                                                  |                                          |       |         |                                                                                  |
| 4 juli Vriendschappelijk № 23 «onderlinge duels» | Polen                                    | 2 – 0 | Estland | Stadion Agrykola, Warschau Toeschouwers: 4.000 Scheidsrechter: Imre Vértes (HUN) |
| 4 juli Vriendschappelijk № 23 «onderlinge duels» | Józef Sobota 13' Aleksander Tupalski 68' |       |         | Stadion Agrykola, Warschau Toeschouwers: 4.000 Scheidsrechter: Imre Vértes (HUN) |

|                                                   |                     |       | |                                                                                      |
| 23 juli Vriendschappelijk № 24 «onderlinge duels» | Estland             | 1 – 7 | Zweden | Kadrioru Staadion, Tallinn Toeschouwers: 5.000 Scheidsrechter: Gustavs Krūmiņš (LAT) |
| 23 juli Vriendschappelijk № 24 «onderlinge duels» | Helmuth Räästas 81' |       | 1' John Kling 3' Axel Hedström 17' John Kling 31' Axel Hedström 33' Ernst Lööf 68' Ernst Lööf 73' John Kling | Kadrioru Staadion, Tallinn Toeschouwers: 5.000 Scheidsrechter: Gustavs Krūmiņš (LAT) |

|                                                       |                 |       |                          |                                                                                      |
| 5 september Vriendschappelijk № 25 «onderlinge duels» | Finland         | 1 – 1 | Estland                  | Töölön Pallokenttä, Helsinki Toeschouwers: 3.000 Scheidsrechter: Elias Englund (SWE) |
| 5 september Vriendschappelijk № 25 «onderlinge duels» | Sulo Saario 60' |       | 36' Ernst-Aleksandr Joll | Töölön Pallokenttä, Helsinki Toeschouwers: 3.000 Scheidsrechter: Elias Englund (SWE) |

|                                                        |         |                         |         |                                                                             |
| 19 september Vriendschappelijk № 26 «onderlinge duels» | Letland | 0 – 1                   | Estland | ASK Stadions, Riga Toeschouwers: 5.000 Scheidsrechter: Johann Zwicker (AUT) |
| 19 september Vriendschappelijk № 26 «onderlinge duels» |         | 70' Eduard Ellman-Eelma |         | ASK Stadions, Riga Toeschouwers: 5.000 Scheidsrechter: Johann Zwicker (AUT) |

## Statistieken
| Evald Tipner          | 1906-03-13 | SK Tallinna Sport | 4 | 0 | 0 | 6  | 0 |
| August Lass           | 1903-08-16 | Tallinna JK       | 1 | 0 | 0 | 19 | 0 |
| Verdediging           |            |                   |   |   |   |    |   |
| Ralf Liivar           | 1903-04-02 | Tallinna JK       | 5 | 0 | 0 | 10 | 0 |
| Bernhard Rein         | 1897-11-19 | SK Tallinna Sport | 5 | 0 | 0 | 19 | 0 |
| Otto Reinfeldt-Reinlo | 1899-03-31 | SK Tallinna Sport | 4 | 0 | 0 | 5  | 0 |
| Elmar Kaljot          | 1901-11-15 | Tallinna JK       | 2 | 0 | 0 | 13 | 2 |
| Otto Silber           | 1893-03-17 | Meteor Tallinn    | 2 | 0 | 0 | 20 | 0 |
| Arnold Matiisen       | 0000-00-00 | JK Kalev Tallinn  | 1 | 0 | 0 | 1  | 0 |
| Middenveld            |            |                   |   |   |   |    |   |
| Arnold Pihlak         | 1902-07-17 | Tallinna JK       | 5 | 0 | 1 | 21 | 5 |
| Eugen Einman          | 1905-10-06 | SK Tallinna Sport | 5 | 0 | 0 | 11 | 0 |
| Heinrich Paal         | 1895-06-26 | SK Tallinna Sport | 4 | 0 | 0 | 18 | 2 |
| Helmuth Räästas       | 1903-01-20 | JK Kalev Tallinn  | 1 | 0 | 1 | 1  | 1 |
| Harald Kaarman        | 1901-12-12 | Tallinna JK       | 1 | 0 | 0 | 17 | 0 |
| Artur Maurer          | 1905-00-00 | JK Kalev Tallinn  | 1 | 0 | 0 | 1  | 0 |
| Aanval                |            |                   |   |   |   |    |   |
| Eduard Ellman-Eelma   | 1902-04-07 | Tallinna JK       | 5 | 0 | 2 | 15 | 3 |
| Oskar Üpraus          | 1898-10-12 | SK Tallinna Sport | 4 | 0 | 1 | 22 | 7 |
| Ernst-Aleksandr Joll  | 1902-09-16 | Tallinna JK       | 3 | 0 | 1 | 15 | 3 |
| Johannes Kihlefeldt   | 1901-11-23 | SK Tallinna Sport | 2 | 0 | 0 | 9  | 0 |

EJL · A-internationals · Bondscoaches · Statistieken · Estisch vrouwenelftal · Olympisch elftal · Estland U21 · Estland U20 · Estland U19 · Estland U18 · Estland U17 · Estland U16
1920 – 1929 ·
1930 – 1939 ·
1940 – 1949 ·
1950 – 1990 · 
1990 – 1999 ·
2000 – 2009 ·
2010 – 2019 ·
2020 − 2029
OS 1924
1920 ·
1921 ·
1922 ·
1923 ·
1924 ·
1925 ·
1926 ·
1927 ·
1928 ·
1929 · 
1930 · 
1931 · 
1932 · 
1933 · 
1934 · 
1935 · 
1936 · 
1937 · 
1938 · 
1939 · 
1940 · 
1941 · 
1942 · 
1943 · 1944 · 
1945 · 
1946 · 
1947 · 
1948 · 
1949 · 
1950 – 1990 · 
1991 · 
1992 · 
1993 · 
1994 · 
1995 · 
1996 · 
1997 · 
1998 · 
1999 · 
2000 · 
2001 · 
2002 · 
2003 · 
2004 · 
2005 · 
2006 · 
2007 · 
2008 · 
2009 · 
2010 · 
2011 · 
2012 · 
2013 · 
2014 · 
2015 · 
2016 ·
2017 ·
2018 ·
2019 ·
2020
Albanië ·
Andorra ·
Angola ·
Antigua en Barbuda ·
Argentinië ·
Armenië ·
Azerbeidzjan ·
België ·
Bosnië-Herzegovina ·
Brazilië ·
Bulgarije ·
Canada ·
Chili ·
China ·
Cyprus ·
Denemarken ·
Duitsland ·
Ecuador ·
Egypte ·
El Salvador ·
Engeland ·
Equatoriaal-Guinea ·
Faeröer ·
Fiji ·
Filipijnen ·
Finland ·
Frankrijk ·
Georgië · 
Gibraltar ·
Griekenland ·
Hongarije ·
Hongkong ·
Ierland ·
IJsland ·
Indonesië ·
Irak ·
Israël ·
Italië ·
Jordanië ·
Kazachstan ·
Kirgizië ·
Kroatië ·
Letland ·
Libanon ·
Liechtenstein ·
Litouwen ·
Luxemburg ·
Malta ·
Marokko ·
Mexico ·
Moldavië ·
Montenegro ·
Nederland ·
Nieuw-Caledonië ·
Nieuw-Zeeland ·
Noord-Ierland ·
Noord-Macedonië ·
Noorwegen ·
Oekraïne ·
Oezbekistan ·
Oman ·
Oostenrijk ·
Polen ·
Portugal ·
Qatar ·
Roemenië ·
Rusland ·
Saint Kitts en Nevis ·
San Marino ·
Saoedi-Arabië ·
Schotland ·
Servië ·
Slovenië ·
Slowakije · 
Spanje ·
Tadzjikistan ·
Thailand ·
Trinidad en Tobago ·
Tsjechië ·
Turkije ·
Turkmenistan ·
Uruguay ·
Vanuatu ·
Venezuela ·
Verenigde Arabische Emiraten ·
Verenigde Staten ·
Vietnam ·
Wales ·
Wit-Rusland ·
Zweden ·
Zwitserland